# Jan Rezek
Jan Rezek (Teplice, 5 mei 1982) is een Tsjechische betaald voetballer.

## Clubcarrière
Rezek begon zijn professionele voetbalcarrière in 2002 bij FK Teplice. Verder heeft hij gespeeld voor FC Chomutov, Sparta Praag, Koeban Krasnodar, FC Viktoria Pilsen en Bohemians 1905. Met Viktoria Pilsen werd hij in 2011 kampioen van de Tsjechië, waarna hij verhuurd werd aan Anorthosis Famagusta. Per 1 juli 2012 gaat hij definitief over naar die club.

## Interlandcarrière
Op 17 november 2010 maakte Rezek zijn debuut als international in een vriendschappelijke wedstrijd tegen Denemarken. Sindsdien speelde hij 16 wedstrijden voor Tsjechië, waarin hij drie keer scoorde. Rezek speelde een belangrijke rol in de kwalificatie voor het EK 2012 aangezien hij in de wedstrijd tegen Schotland, bij een 1-2-achterstand, een penalty versierde waardoor de Tsjechen gelijk konden maken en de Schotten definitief werden uitgeschakeld voor het hoofdtoernooi. Hij maakte ook deel uit van de selectie voor dat EK, waar hij drie van de vier wedstrijden speelde, waarvan één in de basis.